# Verenigde Staten van Indonesië
De Verenigde Staten van Indonesië (Republik Indonesia Serikat (RIS)) was de federale republiek die op 27 december 1949 werd opgericht als rechtsopvolger van Nederlands-Indië. In 1950 ging deze federale republiek op in de eenheidsstaat Indonesië.

## Achtergrond
Op 15 november 1946 werd de Overeenkomst van Linggadjati gesloten tussen Nederland en de opstandige Republik Indonesia. De Republik had het grootste deel van Java, Madoera en Sumatra veroverd. Verschillende deelstaten van deze drie eilanden zouden samen met Borneo en Oost-Indonesië de Verenigde Staten van Indonesië vormen. De Verenigde Staten van Indonesië bestaande uit zijn deelstaten zou samen met het Koninkrijk der Nederlanden bestaande uit Nederland, Suriname, de Nederlandse Antillen en het nog altijd koloniale Nederlands-Nieuw-Guinea de Nederlands-Indonesische Unie vormen (wat een tegenhanger moest worden van het Brits Gemenebest.)
De Tweede Kamer nam echter een motie aan met een interpretatie van het akkoord die Indonesië niet wilde accepteren. Het ging om overname van de staatsschuld, waarborgen voor het Nederlandse bedrijfsleven en een aparte status voor Nieuw-Guinea. Op 25 maart 1947 ratificeerde Nederland dit 'aangeklede' Linggadjati. Ook over de uitvoering ervan ontstonden conflicten. Op 20 juli van dat jaar zegde de Nederlandse regering de overeenkomst op, waardoor de Verenigde Staten van Indonesië nooit gesticht konden worden.
De vredesonderhandelingen bleven moeizaam verlopen en het was duidelijk dat Nederland zijn gezag in Nederlands-Indië niet kon herstellen. Als bemiddelaar tussen de Republik Indonesia en Nederland stond de Bijeenkomst Federaal Overleg (BFO). Hierin zaten delegaties van verschillende gebieden buiten de Republik die voorstander waren van een Federatie. Op 2 november 1949 kon Nederland eindelijk, zonder gezichtsverlies succes melden. Tijdens een rondetafelconferentie waaraan Nederland, de Republik Indonesia en de BFO deelnamen, was overeengekomen dat de soevereiniteit zou worden overgedragen aan de Verenigde Staten van Indonesië. Tevens zou dan ook de Nederlands-Indonesische Unie worden opgericht. Nederlands-Nieuw-Guinea zou buiten de overdracht worden gehouden. Over de status van dit gebied zou nog worden besloten.
Op 27 december 1949 werd de soevereiniteit overgedragen aan de nieuwe staat, de Verenigde Staten van Indonesië.

## Bevoegdheden RIS
De grondwet van de RIS regelde welke gemeenschappelijke instituties de federale staat zou kennen. Dit waren:
- een president
- een ministerraad (zie regering van de Verenigde Staten van Indonesië)
- een senaat
- een volksvertegenwoordiging
- een hoge raad
- een algemene rekenkamer

Iedere deelstaat zou twee senatoren afvaardigen, gekozen door de regering van de deelstaat op voordracht van drie namen door de volksvertegenwoordiging. De volksvertegenwoordiging telde 150 leden, waarvan er 50 door de Republik zouden worden geleverd. De deelstaten kenden geen eigen legers.

## Deelstaten
Hoewel de RIS niet lang genoeg heeft kunnen bestaan om te functioneren, waren er zeven deelstaten (negara's) opgericht. Een negara kon weer worden onderverdeeld in een aantal kleinere autonome gebieden: de daerahs. Een aantal gebieden besloten nog even te wachten met het vaststellen van hun status, dan wel om zich aan te sluiten bij een andere deelstaat. Tot die tijd zou het verschil tussen negara en daerah verwaarloosbaar zijn, met uitzondering van de situatie in Oost-Indonesië.

Onderverdeling van de Verenigde Staten van Indonesië

De RIS bestond uit de volgende zeven deelstaten (negara's) en negen autonome gebieden (daerahs), met stichtingsdata onder Nederlands bewind (behalve de Republik Indonesia), staatshoofd en datum inlijving in de Republiek Indonesië:
| Nummer | Naam | Vlag | Hoofdstad   | Gebied | Gesticht              | Staatshoofd                                                                           | Periode                                                                                         | Opheffing/Inlijving in de Republiek                                |
| ------ | --- | ---- | ----------- | --- | --------------------- | ------------------------------------------------------------------------------------- | ----------------------------------------------------------------------------------------------- | ------------------------------------------------------------------ |
| -      | Verenigde Staten van Indonesië                                                                               |      |             | Geheel Nederlands-Indië, behalve Nieuw-Guinea                                                                | 27-12-1949            | Soekarno                                                                              |                                                                                                 | Opheffing 17-08-1950                                               |
| 1      | Negara Republik Indonesia Inclusief: 1. Atjeh 2. Yogyakarta 3. Lampoeng 4. Tapanoeli, westkust Noord-Sumatra |      | Jakarta     | Grote delen van Java en Sumatra                                                                              | 17-08-1945            | Soekarno Sjafruddin Prawiranegara Assaat Datuk Mudo Soekarno                          | 18-08-1945 - 27-12-1949 19-12-1948 - 13-07-1949 27-12-1949 - 15-08-1950 15-08-1950 - 12-03-1967 | -                                                                  |
| 2      | Negara Indonesia Timur                                                                                       |      | Makassar    | Oost-Indonesië inclusief de Zuid-Molukken. Op 25 april 1950 werd de Republiek der Zuid-Molukken uitgeroepen. | 24-12-1946            | Tjokorda Gde Rake Sukawati (1899 - 1967)                                              | 24-12-1946 - 17-8-1950                                                                          | Opheffing bij ontbinding Verenigde Staten van Indonesië 17-08-1950 |
| 3      | Negara Pasundan                                                                                              |      | Bandung     | Sundanese republiek, Bandung met regio                                                                       | 24-04-1948            | Raden Mohammed Suriakartelegawa                                                       | 04-05-1947 - ??-??-1947                                                                         |                                                                    |
|        | |      |             | |                       | Wali negara Raden Ario Adipati Muharram Wiranatakoesoema V                            | 04-03-1948 - 10-02-1950                                                                         |                                                                    |
|        | |      |             | |                       | Federale commissaris                                                                  | 10-02-1950 - 11-03-1950                                                                         | Inlijving 11-03-1950                                               |
| 4      | Negara Djawa Timur                                                                                           |      | Surabaya    | Oost-Java | 26-11-1948            | R.T. Achmad Kusumonegoro regent van Banjuwangi                                        | 03-12-1948 - 19-01-1950                                                                         |                                                                    |
|        | |      |             | |                       | Federale commissaris                                                                  | 19-01-1950 - 09-03-1950                                                                         | Inlijving 09-03-1950                                               |
| 5      | Negara Madura                                                                                                |      | Pamekasan   | Madura | 20-02-1948            | Raden R.A.A. Tjakraningrat                                                            | 20-02-1948 - 01-02-1950                                                                         |                                                                    |
|        | |      |             | |                       | Federale commissaris                                                                  | 01-02-1950 - 09-03-1950                                                                         | Inlijving 09-03-1950                                               |
| 6      | Daerah Istimewa Sumatera Timur Negara Sumatera Timur                                                         |      | Medan       | Sumatra's Oostkust                                                                                           | 08-10-1947 25-12-1947 | Tengku Mansur (1897-1955)                                                             | 11-1947 - 17-08-1950                                                                            | -                                                                  |
| 7      | Negara Sumatera Selatan                                                                                      |      | Palembang   | Zuid-Sumatra                                                                                                 | 30-08-1948            | Abdul Malik                                                                           | 30-08-1948 - 01-1950                                                                            |                                                                    |
|        | |      |             | |                       | ?                                                                                     | 01-1950 - 09-03-1950                                                                            |                                                                    |
|        | |      |             | |                       | Federale commissaris                                                                  | 09-03-1950 - 24-03-1950                                                                         | Inlijving 24-03-1950                                               |
| 8      | Daerah Djawa Tengah                                                                                          |      | Semarang    | Centraal-Java                                                                                                | 02-03-1949            | -                                                                                     | -                                                                                               | Inlijving 09-03-1950                                               |
| 9      | Daerah Bangka                                                                                                |      |             | Banka | 12-07-1947            | Masjarif gelar Lelo Bandaharo                                                         | 12-07-1947 - 04-04-1950                                                                         | Inlijving 04-04-1950                                               |
| 10     | Daerah Belitung                                                                                              |      |             | Billiton | 12-07-1947            | Masjarif gelar Lelo Bandaharo                                                         | 12-07-1947 - 04-04-1950                                                                         | Inlijving 04-04-1950                                               |
| 11     | Daerah Riouw                                                                                                 |      |             | Riau | 12-07-1947            | Masjarif gelar Lelo Bandaharo                                                         | 12-07-1947 - 04-04-1950                                                                         | Inlijving 04-04-1950                                               |
| 12     | Daerah Istimewa Kalimantan Barat                                                                             |      | Pontianak   | West-Borneo                                                                                                  | 12-05-1947            | Abdul Hamid II (Alkadrie, 1913 - 1978), sultan van Pontianak                          | 15-05-1947 - 24-05-1950                                                                         |                                                                    |
|        | |      |             | |                       | Federale commissaris                                                                  | 24-05-1950 - 17-08-1950                                                                         | Opheffing bij ontbinding Verenigde Staten van Indonesië 17-08-1950 |
| 13     | Daerah Dajak Besar                                                                                           |      | Banjarmasin | Groot-Dajak, Borneo                                                                                          | 07-12-1946            | J. van Dyk                                                                            | 07-12-1946 - 04-04-1950                                                                         | Inlijving 04-04-1950                                               |
| 14     | Daerah Bandjar                                                                                               | tepi | Banjarmasin | Zuid-Borneo                                                                                                  | 14-01-1948            | Mohammad Hanafiah                                                                     | 14-01-1948 - 04-04-1950                                                                         | Inlijving 04-04-1950                                               |
| 15     | Daerah Kalimantan Tengara                                                                                    |      | Kotabaru    | Zuidoost-Borneo                                                                                              | 27-03-1947            | Abdul Gaffar Noor                                                                     | 08-01-1947? - 04-04-1950                                                                        | Inlijving 04-04-1950                                               |
| 16     | Daerah Kalimantan Timur                                                                                      | tepi | Samarinda   | Oost-Borneo zonder het ex-sultanaat Pasir                                                                    | 12-04-1947            | A(d)ji Muhammad Parikesit (1890-1981), sultan van Kutai, Voorzitter Council of Rulers | 12-04-1947 - 24-04-1950                                                                         |                                                                    |
|        | |      |             | |                       | M.D. Saad, Voorzitter Raad Kalimantan Timur                                           | 12-04-1947 - 24-04-1950                                                                         |                                                                    |
|        | |      |             | |                       | Adji Pangeran Sosronegoro, Voorzitter Executive Committee                             | 12-04-1947 - 24-04-1950                                                                         | Inlijving 24-04-1950                                               |
|        | Federaal District Batavia en Ommelanden                                                                      |      | Jakarta     | | 11-08-1948            | R.A.A. Hilman Djajadiningrat                                                          | 11-08-1948 - 1950                                                                               |                                                                    |
|        | Kotawaringin                                                                                                 |      |             | Borneo Banka-Billiton?                                                                                       | 19-01-1948            | -                                                                                     | -                                                                                               | Inlijving 04-04-1950                                               |
|        | Padang en omgeving                                                                                           |      | Padang      | West-Sumatra                                                                                                 | -                     | -                                                                                     | -                                                                                               | Inlijving 09-03-1950                                               |
|        | Sabang |      | Sabang      | Atjeh | -                     | -                                                                                     | -                                                                                               | Inlijving 09-03-1950                                               |

## Galerij van staatshoofden

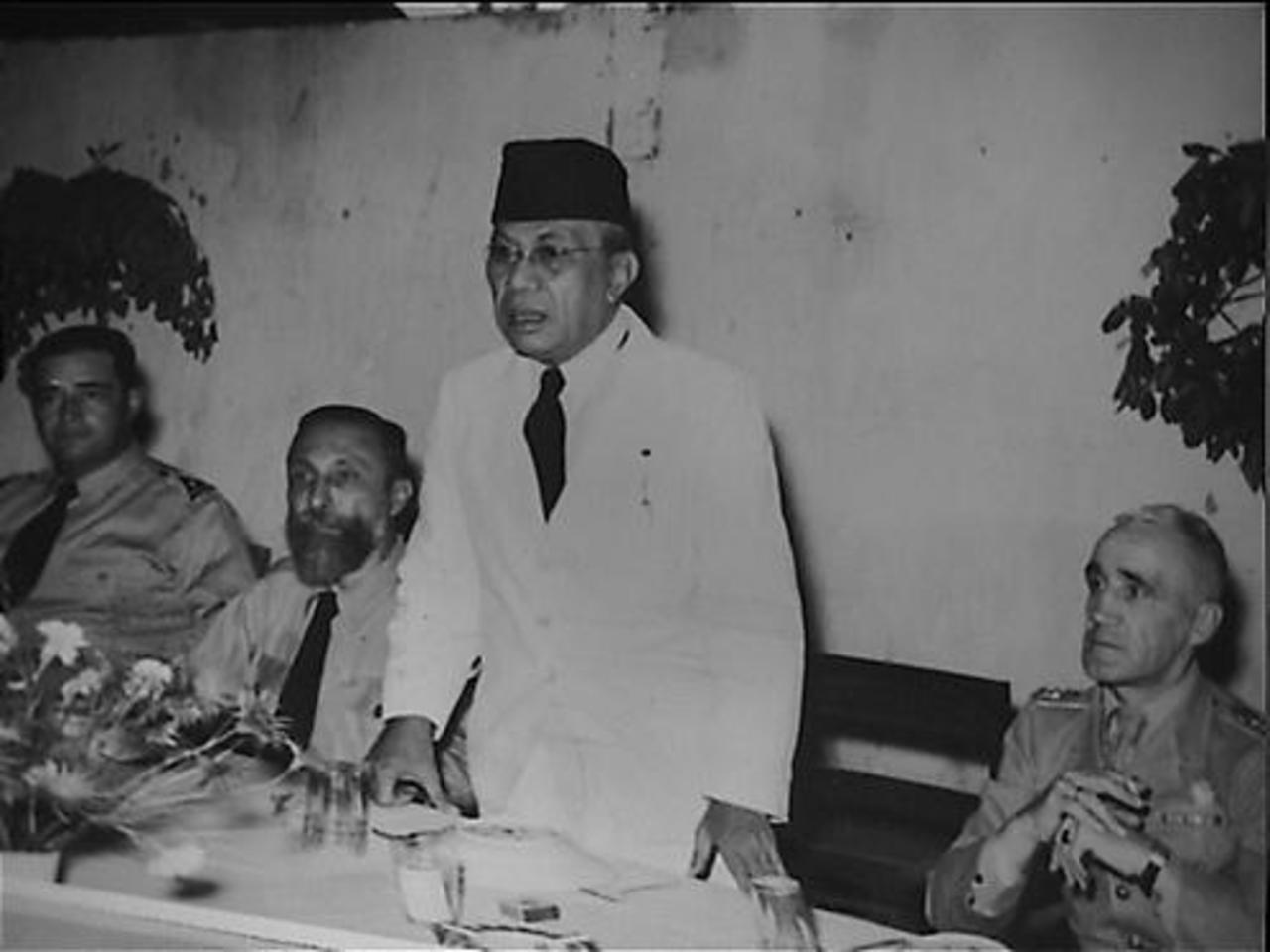
De Wali Negara (staatshoofd) R.A.A. Tjakraningrat van Madura bij de installatie van het 1e Infanterie Veiligheids Bataljon. Links van de spreker met baard de Recomba van Oost-Java, Ch.O. van der Plas, 15 juni 194?, Bangkalan
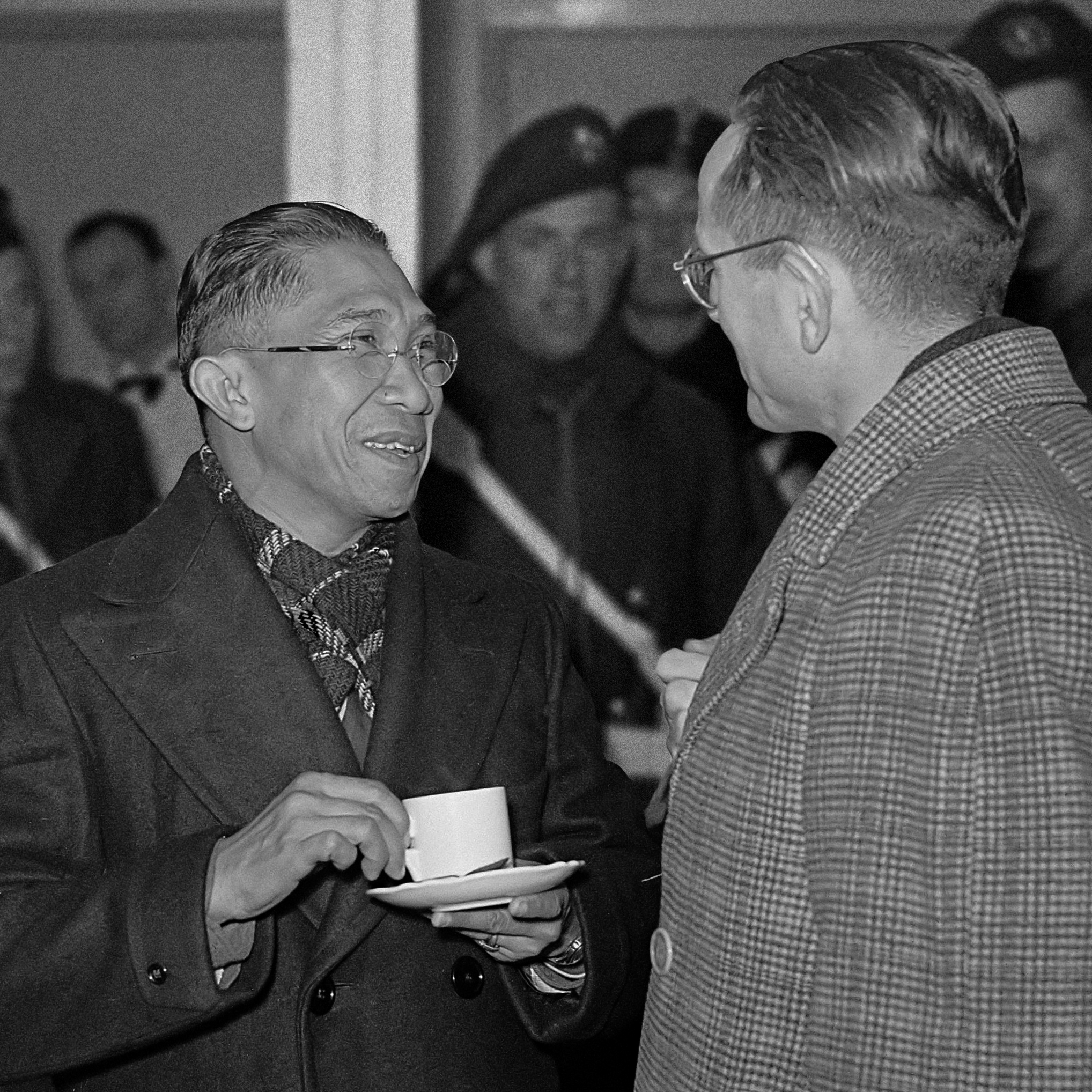
Tjokorda Gde Rake Sukawati, president van Oost-Indonesië in 1947
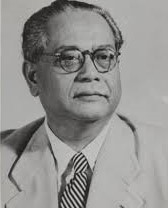
Tengku Mansur of Mansoer (1897 - 1955), staatshoofd van Oost-Sumatra
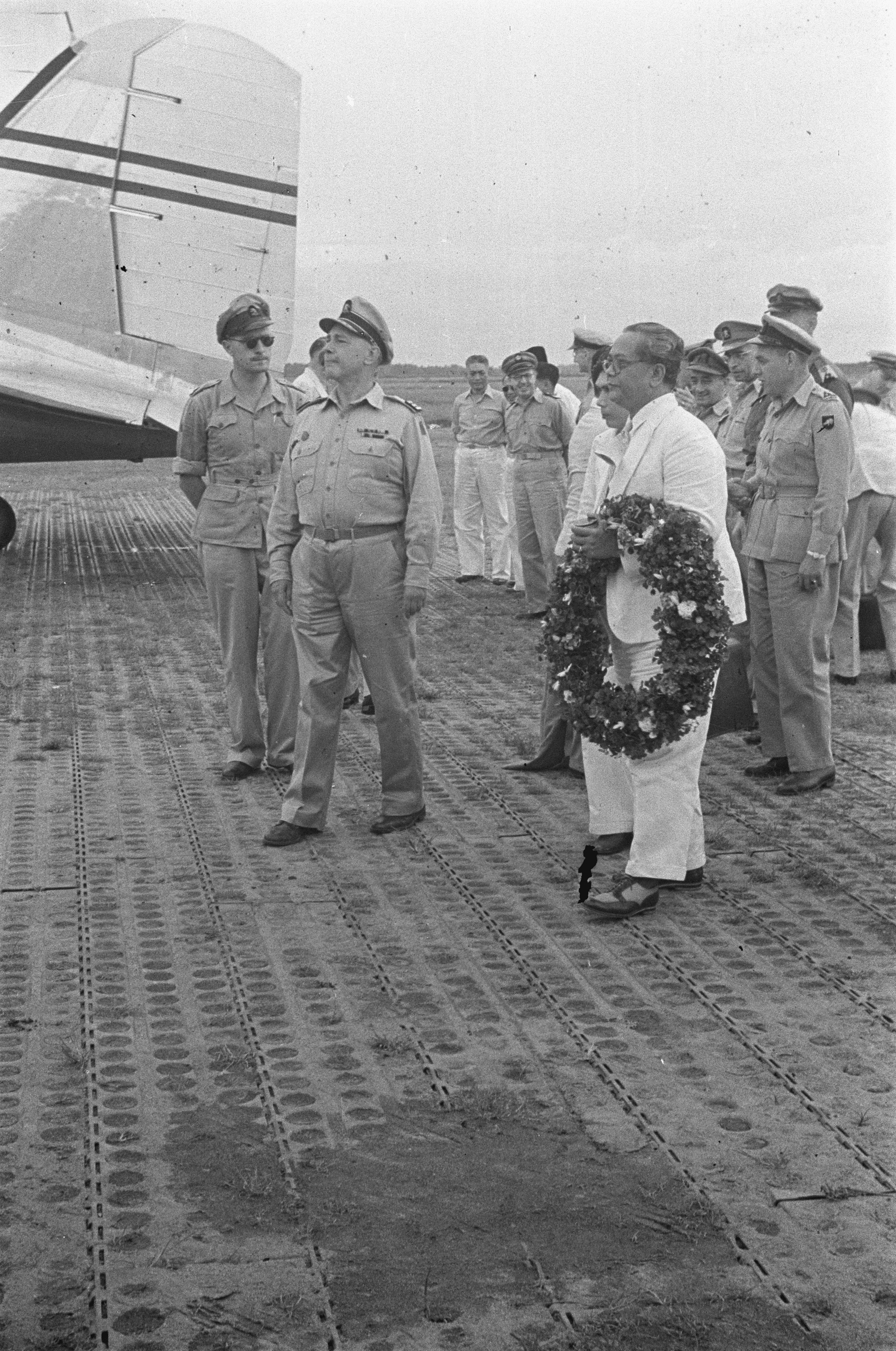
Wali Negara Soematera Timoer (Hoofd van Oost-Sumatra) dr. Mansoer (Mansur) met een krans op het vliegveld van Medan, 27 december 1947
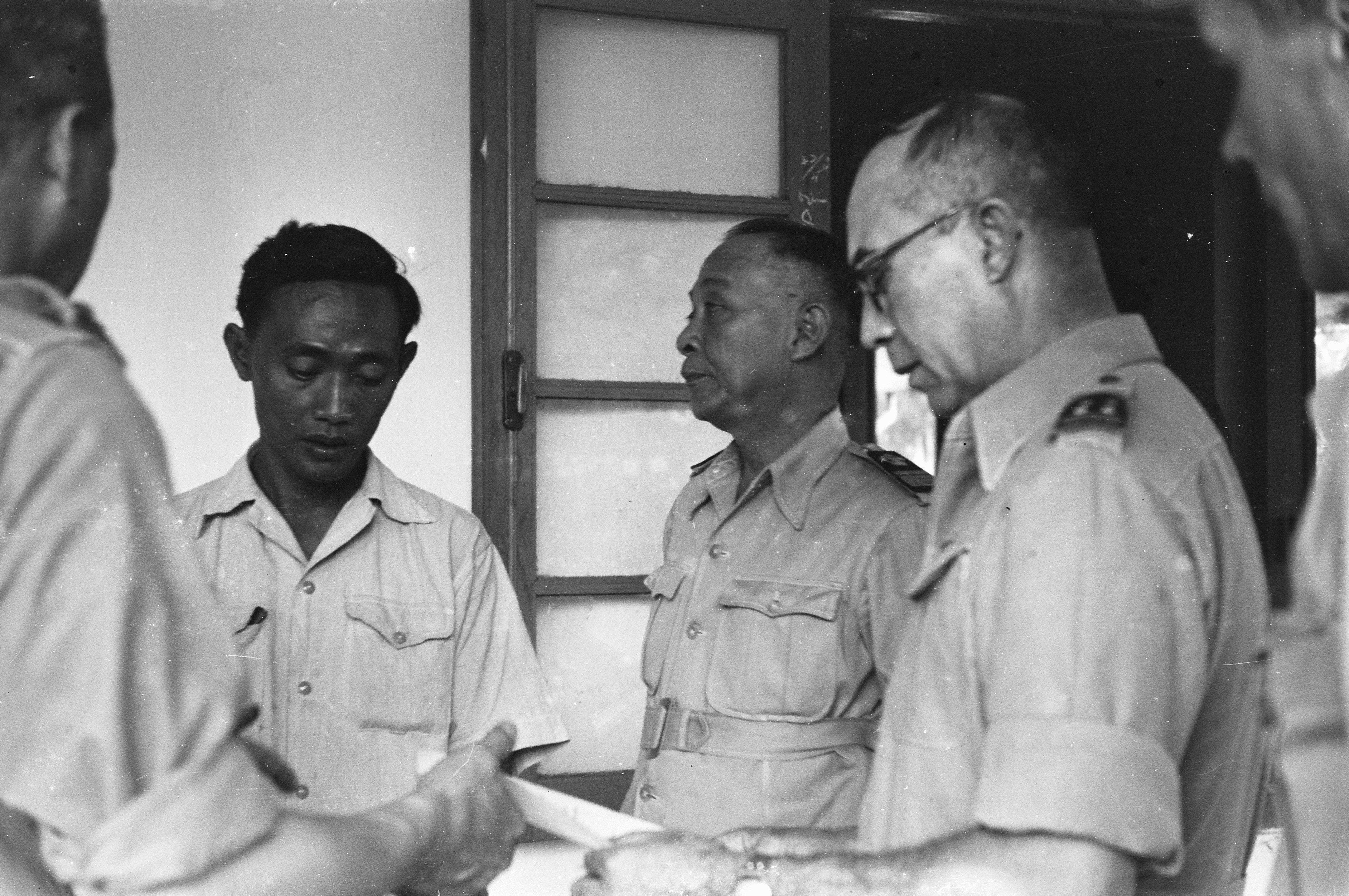
Hilman Djajadiningrat (tweede van links) en generaal-majoor E. Engles (rechts), commandant C-Divisie, bezoeken Bantam, Java, 21 december 1948
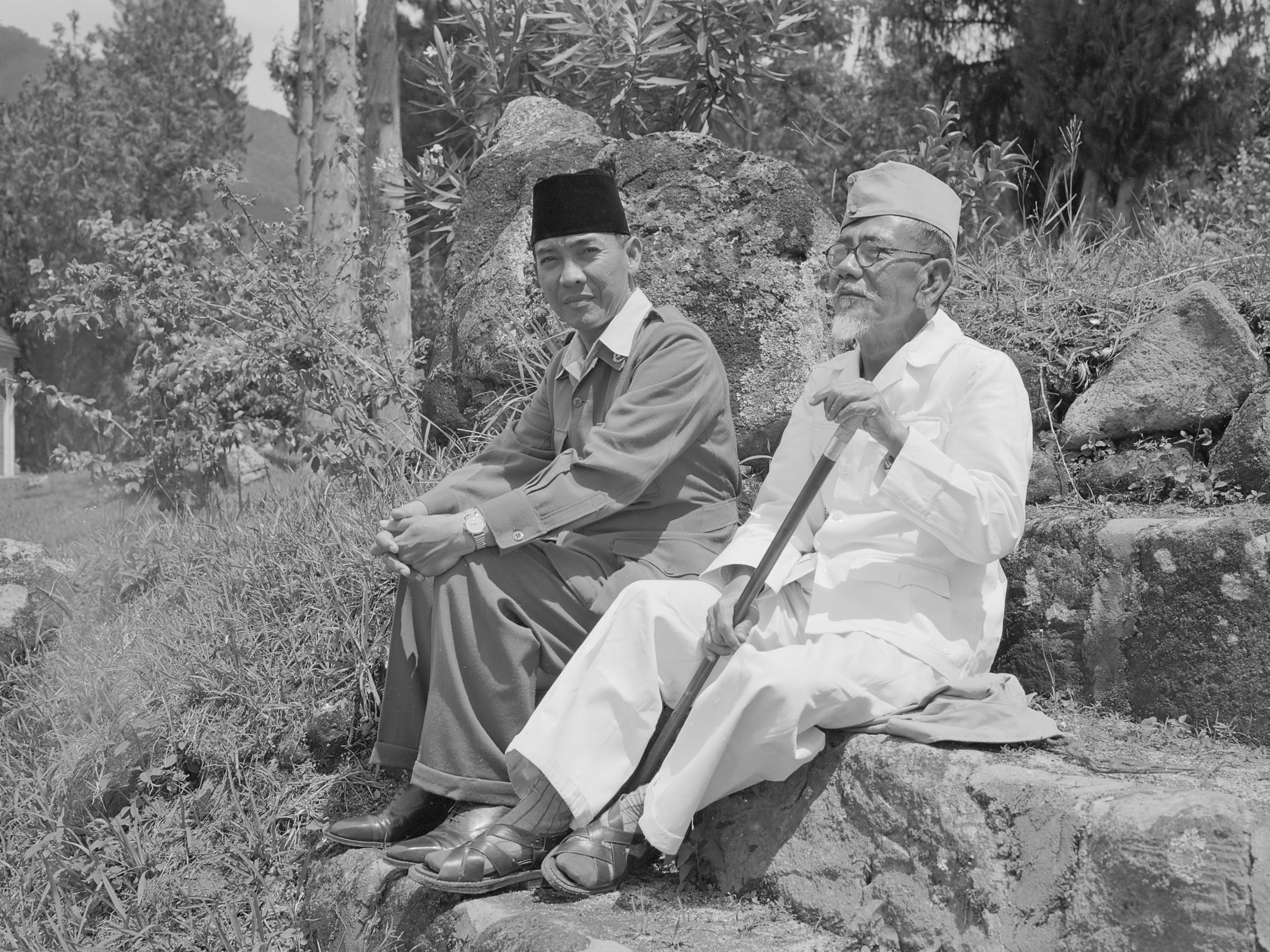
Soekarno, president van de Republik Indonesia (links), met Agus Salim, 1949
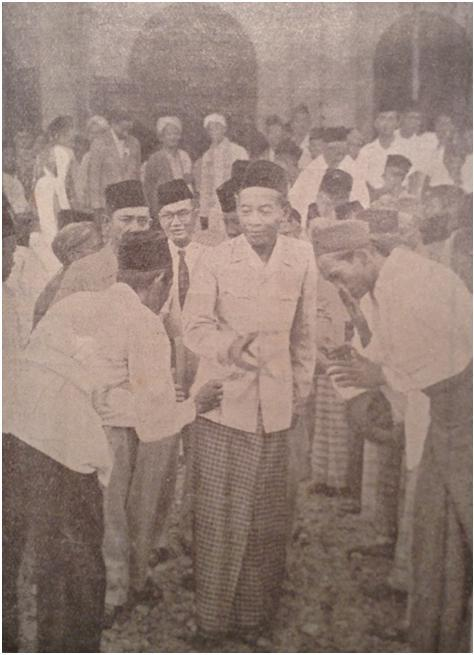
Assaat Datuk Mudo als president van de Republik Indonesia (27-12-1949 — 17-08-1950), mei 1950
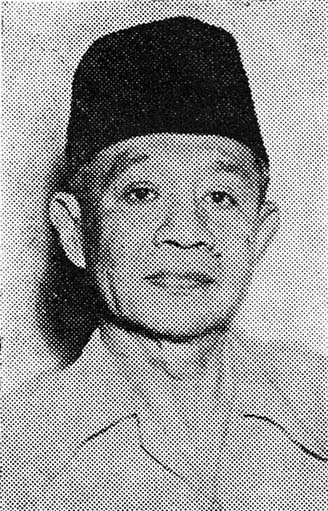
Raden Adipati Aria Muharam Wiranatakusumah, rond 1954.
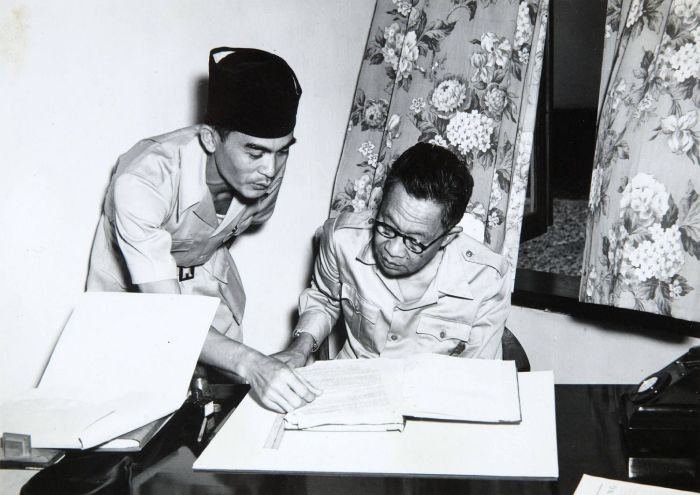
Wali Negara Pasundan R.A.A. Wiranatakusumah (Wiranatakoesoemah, links) met zijn secretaris, 17 april 1948
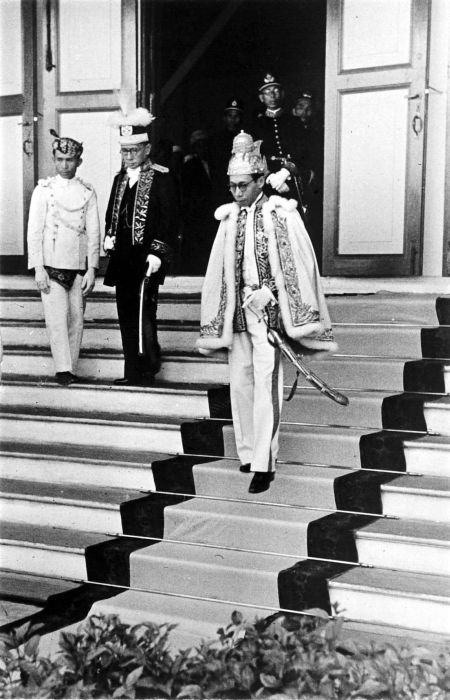
Sultan Ali Muhammad Parikesit (links) en Aji Pangeran Ratu lopen de assistent-resident tegemoet bij de overdracht van het nieuwe paleis van de sultan te Tanggarong Borneo, voor 1944
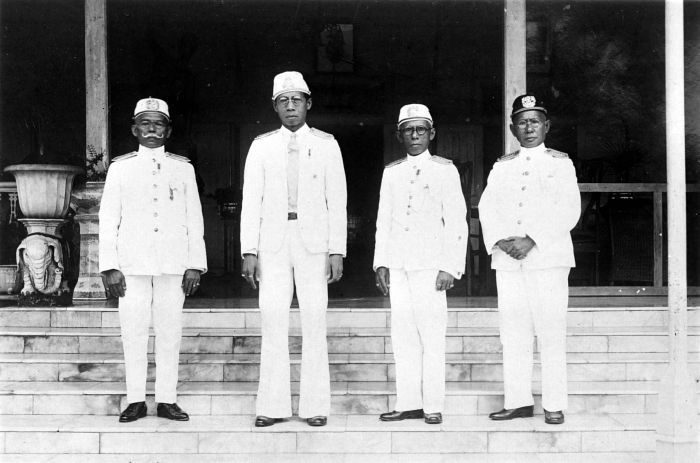
Prinsen van Kutai Borneo met Sultan Ali Muhammad Parikesit (rechts), voor 1944

## Het snelle einde
Na de soevereiniteitsoverdracht werd de nieuwe federale staat in hoog tempo door de nieuwe machthebbers afgebroken. In maart 1950 werden de deelstaten op Sumatra, Java, Madoera, Banka, Billiton en Riouwarchipel opgeheven en bij de Republik Indonesia gevoegd. Op 16 maart 1950 volgde het Federaal District Jakarta.
Op 7 april van dat jaar verdwenen Bandjar, Dajak Besar, Kalimantan Tengara en Kotawaringin van de kaart.
De grote deelstaat Oost-Indonesië begon eind april uiteen te scheuren, toen twee gebieden zich afscheidden en zich ook bij de Republik aansloten.
Op 19 mei 1950 besloten de RIS en de Republik Indonesia, die nu nagenoeg samenvielen, tot het vormen van een eenheidsstaat. Deze werd datzelfde jaar op 15 augustus uitgeroepen. De eerder dat jaar onafhankelijk geproclameerde Republik Maluku Selatan wilde niet opgaan in de eenheidsstaat en verzette zich na de inval van het Indonesische leger, dat op 28 september met de invasie van Ambon was begonnen.